# Aurangabad Caves
Aurangabad Caves är en grotta i Indien.   Den ligger i distriktet Aurangabad och delstaten Maharashtra, i den centrala delen av landet, 1 000 km söder om huvudstaden New Delhi. Aurangabad Caves ligger 654 meter över havet.
Terrängen runt Aurangabad Caves är platt åt sydost, men åt nordväst är den kuperad. Terrängen runt Aurangabad Caves sluttar söderut. Runt Aurangabad Caves är det tätbefolkat, med 947 invånare per kvadratkilometer. Närmaste större samhälle är Aurangabad, 5,2 km sydost om Aurangabad Caves. Runt Aurangabad Caves är det i huvudsak tätbebyggt.